# 알누스라 전선
자브하트 파테 알샴(영어: Jabhat Fateh al-Sham, 아랍어: جبهة فتح الشام), 알누스라 전선(영어: al-Nusra Front) 또는 자브하트 알누스라(아랍어: جبهة النصرة لأهل الشام Jabhat an-Nuṣrah li-Ahli ash-Shām[*]영어: Jabhat al-Nusra, JN)는 시리아와 레바논에서 활동하는 알카에다 분파 조직이다.
시리아 내전 중인 2012년 1월 23일 형성을 발표했다. 이후 시리아에서 "가장 공격적이고 성공적"이고 "가장 효과적인 반군"으로 불리며 세를 과시하고 있다.
2014년 미국의 공습으로 지휘관 중 한 명인 아부 유세프 알투르키가 사망했음을 발표했다.
2016년 7월 27일, 알누스라 전선은 알카에다와 분리되었고 이름을 자브하트 파테 알샴으로 바꿨다.
2017년 2월 28일 알누스라 전선은 알누스라를 포함한 4개의 단체를 통합하여 레반트 자유인민위원회를 결성하여 해체되었다.